# Srilankamys ohiensis
Genre
Espèce
Statut de conservation UICN

 VU B1ab(iii)+2ab(iii) : Vulnérable
Srilankamys ohiensis, seule espèce du genre Srilankamys, est un rongeur de la sous-famille des Murinés, endémique du Sri Lanka.

## Description
Srilankamys ohiensis ressemble à un rat de taille moyenne avec, sur le dos, une toison douce, fine, dense, courte et gris foncé. Ses oreilles sont petites, gris foncé et guère velues. Le dessus des pieds est blanc. Ses griffes sont petites et courtes. Sa queue est très longue.

## Menaces
L'Union internationale pour la conservation de la nature la distingue comme espèce « vulnérable » (LC) sur sa liste rouge..